# Deniz Uğur
Deniz Uğur  (Ankara, 17 de outubro de 1973) é uma atriz turca de cinema, teatro, voz e de televisão. Ela foi agraciada com a melhor atriz de séries de TV em 2018 pela Associação Turca de Jornalistas de Rádio e Televisão, por seu papel na teleserie "Zalim İstanbul". Uğur é mãe de três, um filho com o ator İsmail Hakkı Sunat, morto o 2004, e os gêmeos Mina Deniz e Poyraz Deniz de Reha Muhtar, jornalista de TV, de quem se separou em 2010.